# 通電火災
通電火災（つうでんかさい）とは、地震などの災害により停電が起きた後、電気が復旧した時に発生する火災のことである。

## 概要
1995年の阪神・淡路大震災では、原因が特定された建物火災のうち、約6割が通電火災によるものであった。また2011年の東日本大震災でも、火災の半分以上が（通電火災を含む）電気を原因とするものであった。通電火災は、倒壊によって損傷した屋内配線が短絡した状態のまま停電が復旧し、短絡した配線が発熱して周辺の可燃物を発火させる現象である。
通電火災は、地震による家屋の倒壊等によって住民が避難した後、無人になった場所に電気が復旧することで発生する。そのため、火災の発見が遅れ、被害の拡大につながることがある。地震などで建築物が倒壊した場合、停電が復旧した際に、破損した状態の家電品に通電して漏電・ショートが発生したり、熱電器具（電気ストーブ、観賞魚用ヒーターなど）の上や周辺に可燃物が倒れたり散乱したりしている状態でその熱電器具が作動し発熱したりすることで通電火災が発生する。また、風水害（台風など）による停電の際は、雨漏りなどでトラッキング現象やショートを発生させ、火災につながることもある。
通電火災を防ぐためには、停電中に自宅から避難する際には、電気のブレーカーを切ってから外に出るよう心掛けるなどの対策をする必要がある。避難する際は慌てる人が多く、電気を切るのを忘れがちである。また最近では、地震の揺れを感知すると自動で電気を遮断する「感震ブレーカー」も市販されている。